# Bartolomeo Aicardi Visconti
Bartolomeo Aicardi Visconti, auch Bartolomeo Aicardi (* 1402 in San Giorgio di Lomellina; † 11. Mai 1457) war ein italienischer Geistlicher und Bischof von Novara.

## Leben

### Herkunft und frühe Jahre
Er entstammte einer Nebenlinie des Hauses Visconti und war der Sohn von Domenico Aicardi Visconti. Seine Studien des weltlichen Rechts schloss er 1426 ab und empfing als Kleriker des Bistums Padua die Niederen Weihen. Am 4. November 1429 wurde er zum Bischof von Novara ernannt.

### Kirchliches und politisches Wirken
Bartolomeo Aicardi Visconti nahm am Konzil von Basel teil, das ihn 1432 beschuldigte, Anhänger des französischen Königs Karl VII. zu sein. Einige Monate später nahm er im Konzil das Amt eines Gesandten des Herzogs Filippo Maria Visconti von Mailand wahr. Dort machte er die Bekanntschaft von Enea Silvio Piccolomini, dem späteren Papst Pius II., und machte diesen zu seinem Privatsekretär. Der spätere Papst erinnerte sich in seinen Werken oft an Aicardi. Im Jahr 1435 war er Botschafter von Herzog Filippo Maria bei Papst Eugen IV., der zu jener Zeit in Florenz Zuflucht gesucht hatte. Dort wurde Aicardi im Zusammenwirken mit Niccolò Piccinino in eine Verschwörung verstrickt, deren Ziel es war, den Papst zu ergreifen und ihn nach Mailand in die Hände des Herzogs zu bringen. Die Verschwörung wurde entdeckt und Aicardi im Juni 1435 vor Gericht gestellt. Zu seiner Verteidigung erklärte er, der Herzog habe von allem nichts gewusst, was im August des folgenden Jahres eine schiedliche Einigung zwischen den beiden Souveränen ermöglichte. Des Bistums beraubt, aber in die Freiheit zurückgekehrt – wohl auf Fürsprache von Kardinal Niccolò Albergati –, kehrte er nach Mailand und später nach Basel zurück. Er schloss sich dem Schisma an und scheint von Gegenpapst Felix V. in dessen Konsistorium vom 20. Januar 1440 sogar zum Pseudokardinal erhoben worden zu sein. Am 24. Juli 1440 wirkte Bartolomeo Aicardi Visconti an der Weihe von Felix V. mit. In der Zwischenzeit wies ihn Herzog Filippo Maria 1438 an, zum neuen Römischen König, Albrecht II., zu gehen, um diesem zu gratulieren und ihn um Bestätigung der herzoglichen Privilegien zu bitten. Seine Gefährten in dieser diplomatischen Mission waren neben Enea Silvio Piccolomini der Jurist und Stadtrat Cristoforo da Velate sowie der Adlige Ferrerio da Monferrato. Bei dieser Gelegenheit erhielt Aicardo den Titel eines Fürsten des Heiligen Römischen Reiches sowie die Bestätigung aller Privilegien der Kirche von Novara. Später verließ er die Partei von Felix V. und erhielt von Eugen IV. Vergebung und Wiederaufnahme in den Episkopat.
Im Jahr 1446 wurde Bartolomeo Aicardi Visconti als Botschafter an den Hof von König Alfons V. von Aragón entsandt. Als im März 1447 der neue Papst Nikolaus V. gewählt wurde, hatte es den Anschein, dass dieser alle mit seinem Vorgänger geschlossenen Vereinbarungen in Frage würde. So zog Aicardi nach Rom, wo er zusammen mit den anderen Mailänder Botschaftern Marcolino Barbavara, Pietro da Monferrato und Simone Arnigoni auftrat. Anfang Mai ging er nach Rimini, um eine Vereinbarung über das Verhalten der Malatesta im Dienste von Alfonso d’Aragona zu schließen. Anfang Juni war er in Mailand, wo er dem Herzog vorschlug, die 35.000 Dukaten, die Alfonso an die Malatesta hätte zahlen sollen, stattdessen an den Herzog selbst zu zahlen, als Gegenleistung für die Rückgabe von Jesi an die Kirche durch Francesco Sforza, der zu jener Zeit Generalkapitän des Herzogs von Mailand war, doch hätte der Herzog sich verpflichten sollen, Sforza dieses Geld unter äußerster Geheimhaltung zu geben, um Alfonso nicht zu verärgern. Damit wurde klar, dass Aicardi für Sforza arbeitete. Der Herzog zögerte nicht, Alfonso zu informieren. Nachdem Francesco Sforza die Entscheidung getroffen hatte, noch im Juni Jesi zu übergeben, sandte er Aicardi nach Rom mit der heiklen Aufgabe, die Modalitäten mit dem Papst und König Alfonso zu verhandeln.
Nach dem Tod von Filippo Maria Visconti unterstützte Bartolomeo Aicardi Visconti die Eroberung von Novara durch de Sforza und verhandelte und schloss daher in dessen Namen am 27. Dezember 1449 den Frieden mit Herzog Ludwig von Savoyen. Sforza belohnte ihn am 2. März 1450 mit der Ernennung zum Geheimrat. Ab November 1454 verhandelte er als Botschafter von Sforza und zusammen mit Alberico Maletta mit Nikolaus V. und Alfons von Aragón die Ratifizierung des Friedens von Lodi und ihren Eintritt in die italische Liga. Die Mission stand kurz vor ihrem Abschluss, als Nikolaus V. am 24. März 1455 starb. Bartolomeo Aicardi Visconti blieb noch einige Monate in Rom und informierte Sforza stetig über den Fortschritt des Konklaves, das am 8. April mit der Wahl von Calixt III., einem Borgia, endete, sowie über die ersten Handlungen des neuen Papstes (Heiligsprechung von Vincenzo Ferrer, Verteidigung von Siena gegen Piccinino usw.). Im Juli 1455 zog  Bartolomeo Aicardi Visconti gegen Piccinino ins Feld und blieb dort bis zum Herbst des folgenden Jahres. Auf Verlangen des Herzogs von Mailand verzichtete er im Dezember 1456 auf das Kardinalat.